# Battle Ground (Indiana)
Pour les articles homonymes, voir Battle Ground.
La ville de Battle Ground est située dans le comté de Tippecanoe, dans l’État de l’Indiana, aux États-Unis. Sa population, qui s’élevait à 1 334 habitants lors du recensement de 2010, est estimée à 1 963 habitants en 2018.

## Géographie
Le Bureau du recensement des États-Unis indique une superficie de 3 km2 pour Battle Ground.

## Toponymie
La ville de Battle Ground (« champ de bataille » en français) doit son nom à la bataille de Tippecanoe qui eut lieu dans les environs. Celle-ci fut une victoire décisive des forces des États-Unis conduites par le gouverneur du Territoire de l'Indiana, le futur président des États-Unis William Henry Harrison, sur les forces de la confédération de l'Indien Tecumseh le 7 novembre 1811. Cette bataille fut appelée ainsi en raison de la proximité de la rivière Tippecanoe.

## Source
- (en) Cet article est partiellement ou en totalité issu de l’article de Wikipédia en anglais intitulé « Battle Ground, Indiana » (voir la liste des auteurs).

1. ↑  (en) « Population and Housing Unit Estimates » (consulté le 1er février 2020)
2. ↑  (en) « Census of Population and Housing », Census.gov (consulté le 4 juin 2015)